# Lista över brasilianska filmer från 2024
Lista över brasilianska filmer från 2024.

## Filmer
| Titel           | Regissör                               | Skådespelare                                                                                        | Noteringar | Referenser |
| --------------- | -------------------------------------- | --------------------------------------------------------------------------------------------------- | ---------- | ---------- |
| Baby            | Marcelo Caetano                        | João Pedro Mariano, Ricardo Teodoro, Ana Flavia Cavalcanti, Bruna Linzmeyer, Luiz Bertazzo          |            | [ 1 ]      |
| The Falling Sky | Eryk Rocha, Gabriela Carneiro da Cunha | |            | [ 2 ]      |
| Motel Destino   | Karim Aïnouz                           | Iago Xavier, Nataly Rocha, Fábio Assunção                                                           |            | [ 3 ]      |
| I'm Still Here  | Walter Salles                          | Fernanda Torres, Selton Mello, Guilherme Silveira, Valentina Herszage, Luiza Kosovski, Dan Stulbach |            | [ 4 ]      |